# Щучанский завод по уничтожению химического оружия
«Щучанский завод по уничтожению химического оружия» (ЩЗУХО) — промышленное предприятие России по утилизации боеприпасов, снаряжённых боевыми отравляющими веществами (ОВ), расположенное в городе Щучье (Курганская область).

## История
Завод был открыт 29 мая 2009 года, он стал пятым подобным заводом в стране. На нём изначально предполагалось уничтожить 5,5 тысяч тонн отравляющих веществ, что составляло 13,6 % российских запасов химического оружия. Планировалось до конца 2009 года уничтожить около тысячи тонн, а к концу 2012 года — ликвидировать все химическое оружие в городе.
На открытии завода присутствовали: Григорий Рапота, Виктор Холстов, Валерий Капашин, Олег Богомолов, Ричард Лугар, Рохелио Пфиртер.
22 сентября 2015 года на объекте был уничтожен последний боеприпас.
Было уничтожено 5,5 тысяч тонн отравляющих веществ в более чем 1,9 млн артиллерийских химических боеприпасах. Часть из них — боеприпасы сложной конструкции, которые содержали не только отравляющие, но и взрывчатые вещества, которые невозможно было извлечь.
20 ноября 2015 года официально объявлено об окончании работ по уничтожению химического оружия на объекте по хранению и уничтожению химического оружия (ОХУХО).
При уничтожении отравляющих веществ образовалось около 40 000 тонн битумно-солевых масс, являющихся конечным продуктом рабочего процесса, они опасны для животного мира (III класс опасности). Испытания проводились на 112 белых мышах путём ввода им водных экстрактов битумно-солевых масс в пищу. В результате летальность животных достигала 70 %.
На объекте «Щучье» трудилось 884 жителя Щучанского района, 319 — Сафакулевского района и 246 — из Шумихи. В Щучанский районный суд Курганской области обратилось более 400 бывших сотрудников завода по ликвидации химического оружия. Ответчиком по делам выступает ФБУ «Федеральное управление по безопасному хранению и уничтожению химического оружия» при Министерстве промышленности и торговли Российской Федерации (в/ч 70855) в лице филиала — 1207 объекта по хранению и уничтожению химического оружия (в/ч 92746)". Экс-работники предприятия требуют признать незаконными временные трудовые договоры, которые с ними заключали представители завода на протяжении 5 лет. Кроме того, истцы намерены добиться выплат повышенных ставок заработных плат, которых лишились после присвоения производству более низкого класса опасности. Сотрудниками также озвучены требования компенсации за «вредный стаж» согласно закону «О социальной защите граждан, занятых на работах с химическим оружием» и признания права на более ранний уход на пенсию. Щучанский пенсионный фонд в течение семи лет не получал от химзавода документы, позволяющие впоследствии работникам вредного производства досрочно выйти на пенсию. Жители села Нифанка Щучанского района (16 собственников) несколько лет пытаются добиться выплаты компенсации за использование земельного участка площадью два гектара, на котором Минобороны были возведены очистные сооружения. По землям сельхозпредприятия «Муза» прошли железнодорожная ветка, линия электропередачи и другие коммуникации военного завода.
В цехах проводятся мероприятия по санитарной обработке, в перспективе предприятие будет перепрофилировано под гражданские цели. Так, ожидается, что часть площадей займет завод по производству медикаментов «Велфарм». Озвучивался проект по созданию на объектах завода базы для тренировок биатлонистов.
В 2019 году «Федеральный экологический оператор» начал проектирование на объекте производственно-технического комплекса (экотехнопарка) для переработки отходов I и II классов (гальванические элементы, градусники, ртутные и люминесцентные лампы, барометры, аккумуляторные батареи, токсичные и тяжелые металлы). Перепрофилирование объекта предусмотрено федеральным проектом «Инфраструктура для обращения с отходами I—II классов опасности» в рамках национального проекта «Экология». Его планируют завершить к 2023 году. На предприятии будут созданы около 400 рабочих мест.

## Социальные объекты
За время существования завода в городе Щучье возведен новый жилой микрорайон, построено 2 школы.